# Януарій Сарнеллі
Блаженний Януарій Сарнеллі, ЧНІ (12 вересня 1702, Неаполь — 30 червня 1744, Неаполь) — богослов, блаженний католицької церкви. Обряд беатифікації провів Папа Іван Павло II 12 травня 1996 року.

## Життєпис
Януарій Марія Сарнеллі, син барона Чорані, народився 12 вересня 1702 року в Неаполі. Батько — Анжело Сарнеллі — був адвокатом, який розбагатів і придбав баронство (помістя) Чорані, в результаті чого вийшов у вищий світ Неаполя. Мати — дочка неаполітанського міщанина. У подружжя Сарнеллі було вісім дітей. Сім'я жила в Неаполі, а з 1712 року також в новій резиденції в Чорані. Це була дійсно християнська сім'я, троє з синів вибрали духовний сан: Джованні вступив в орден єзуїтів, Андреа став єпархіальним священником, а Януарій — редемптористом. Старший син, Домінік, став по прикладу батька адвокатом, Франческо — військовим, а молодший, Ніколо, успадкував помістя в Чорані.
Навчається в єзуїтській колегії св. Франциска Ксаверія в Неаполі. Провчившись половину положеного для вивчения гуманітарних наук строку, в 14 років Януарий захотів вступити в Орден єзуїтів, але батько не дав дозволу, зваживши на його юний вік. Януарій записався в університет, де почав вивчав право.
В 20 років дістає звання доктора з цивільного та канонічного права і п'ять років успішно займається адвокатурою. Саме в неаполітанському трибуналі він знайомиться адвокатом Альфонсом Лігуорі.
Сарнеллі практикував щоденні молитвенні роздуми, часту участь в Євхаристії. Він вступив в так звану Конгрегацію докторів, під керівництвом Побожних діячів св. Миколая Толедського, яка практикувала дійсну безкорисну любов до ближнього. Кожний понеділок після полудня «пани доктори» направлялись в велику лікарню, відому в місті під назвою «Incurabili» («Невиліковні»). Лікарня, на 2000 ліжок, була прилком біних і зневірених хворих. Януарий вважав своїм обов'язком допомагати саме таким людям: тим, кто втратив віру в добро і Бога.
У вересні 1728 року він вступив до семінарії і кардинал Пігнателлі надав Януарію звання клірика у парохіяльній церкві св. Анни ді Палаццо.
4 червня 1729 року, щоб мати змогу навчатися у спокійніших умовах, Януарій вступив до Колегії Пресвятої Родини (відомої також як «Китайська колегія»), що її заснував Матей Ріпа. 8 квітня наступного року він залишив Китайську колегію, а 5 червня продовжив свій новіціат у Конгрегації апостольських місій.
28 травня 1731 року Януарій завершив новіціат. 8 червня наступного року його висвятили на священника. У ті роки, окрім постійних відвідин шпиталю, о. Януарій присвятив себе бідним дітям, які були змушені працювати: він допомагав їм і навчав їх катехизму. Він також відвідував літніх людей у притулку св. Януарія і засуджених каторжників, які лежали хворі в портовому шпиталі. В той час о. Януарій заприятелював зі св. Альфонсом де Лігуорі й перейнявся духом його апостоляту. Вони разом взялися за катехизацію мирян, організувавши славнозвісні «вечірні каплиці».
Після висвячення кардинал Пігнателлі призначив о. Януарія директором релігійної освіти у парохії святих Франциска й Матея в іспанському кварталі Неаполя. Дізнавшись про масове розтління молодих дівчат, він спрямував усі свої зусилля проти проституції. Водночас о. Януарій займався захистом св. Альфонса від несправедливих звинувачень, що ними його закидали після заснування 9 листопада 1732 року в містечку Скаля місійного Згромадження Найсвятішого Відкупителя. У червні того ж року о. Януарій вирушив до Скалі, щоб допомогти своєму товаришу під час місій, що відбувалися в Равелло. Саме тоді він вирішив стати редемптористом, водночас залишаючись членом Конгрегації апостольських місій. З часу свого вступу до Згромадження він віддавав усі зусилля парохіяльним місіям.
О. Януарій багато написав на захист «молодих дівчат у небезпеці»; писав також на тему духовності. Він працював так напружено, що мало не помер від виснаження. За згодою св. Альфонса о. Януарій повернувся до Неаполя для лікування і там відновив свою апостольську діяльність задля порятунку молодих повій.
Окрім участі в апостоляті редемптористів та Конгрегації апостольських місій, о. Януарій пропагував спільні духовні розважання мирян, видавши книгу «Освячений світ» («Il mondo santificato» (італ.)).
У 1741 році о. Януарій взяв участь у великій місії, що її проводив св. Альфонс у селах в околицях Неаполя, готуючись до канонічної візитації кардинала Спінеллі.
Незважаючи на слабке здоров'я, о. Януарій продовжував працювати аж до кінця квітня 1744 року. Будучи вже дуже хворим. Він повернувся до Неаполя, де помер 30 червня у 42-річному віці. Тіло о. Януарія спочиває у Чорані, у першій редемптористській церкві.
Януарій Марія Сарнеллі залишив після себе 30 праць на тему духовного розважання й провідництва, містичного богослов'я, права, педагогіки, моралі й душпастирства. Щодо діяльності на захист жінок, то його вважають автором, який найповніше розвинув цю тему в Європі першої половини XVIII століття.

## Вшанування

### Беатифікація
12 травня 1996 року на площі св. Петра в Римі Папа Йоан Павло II беатифікував о. Сарнеллі.